# Краљевина Курдистан
Краљевина Курдистан (курд. Keyaniya Kurdistanê) је била краткотрајна краљевина на подручју данашњег северног Ирака (Ирачког Курдистана). Постојала је између 1922. и 1924. године, а главни град је била Сулејманија. Становништво ове краљевине су чинили Курди. Ова држава није била призната, а Британци су њену територију сматрали делом Британског мандата у Месопотамији.

Током распада Османског царства, Курди на подручју данашњег Ирака су покушали да створе своју државу. Први покушај стварања курдске државе збио се 1919. године, током побуне против Британаца, али је он убрзо осујећен. 1921. године Шеик Махмуд Барзанџи проглашава себе краљем Краљевине Курдистан, али је ова прокламација била само формалног карактера. Да би се супротставили турским војним упадима, Британци су у септембру 1922. Шеика Махмуда поставили за гувернера, али се он поново побунио и у новембру прогласио себе краљем Краљевине Курдистан. Британци су успели да сломе курдску државу тек у јулу 1924.